# Jerome Robbins' Broadway
Jerome Robbins' Broadway és una antologia de números musicals d'espectacles que havien estat dirigits o coreografiats per Jerome Robbins, muntant-se com un recopilatori que servís d'homenatge als més de 50 anys de treball a Broadway de Jerome Robbins. Robbins guanyà el seu cinquè Premi Tony per la direcció de l'espectacle.
El musical s'estrenà a Broadway el 26 de febrer de 1989 a l'Imperial Theatre, tancant l'1 de setembre de 1990, després de 633 funcions i 55 prèvies. Amb una elaborada producció i un repartiment de 62 membres, va tenir uns costos de producció de 8 milions de dòlars, i was expected to recoup about 40 percent from the New York run, according to Bernard B. Jacobs (President of The Shubert Organization). Els elevats costos de producció, i malgrat les gairebé 700 funcions, no va ser suficient per recuperar la inversió, i tot i que s'anuncià que es traslladaria a Londres, finalment mai no arribà a travessar l'Atlàntic.
Dirigit i coreografiat per Jerome Robbins, amb Grover Dale com a co-director, tenia a Jason Alexander com el Narrador, Charlotte d'Amboise, Faith Prince, Debbie Shapiro i Scott Wise.

## Números musicals
| I Acte - Gotta Dance (de Look Ma, I'm Dancin') - Papa, Won't You Dance With Me? (de High Button Shoes) - Shall We Dance? (de The King and I) - New York, New York (de On the Town) - Sailors on the Town (de On the Town) - Ya Got Me (de On the Town) - Charleston (de Billion Dollar Baby) - Comedy Tonight (de A Funny Thing Happened on the Way to the Forum) - I Still Get Jealous (de High Button Shoes) - Suite of Dances (de West Side Story) | II Acte - The Small House of Uncle Thomas (de The King and I) - You Gotta Have a Gimmick (de Gypsy) - I'm Flying (de Peter Pan) - On a Sunday by the Sea (de High Button Shoes) - Mr. Monotony (de Miss Liberty) - Tradition; The Dream; Sunrise, Sunset; Wedding Dance (de Fiddler on the Roof) - Some Other Time (de On the Town) - New York, New York (Reprise) - Finale de On the Town |

## Premis i nominacions
| Any  | Premi            | Categoria                               | Nominat                        | Resultat   |
| ---- | ---------------- | --------------------------------------- | ------------------------------ | ---------- |
| 1989 | Premi Tony       | Millor Musical                          | Millor Musical                 | GUANYADOR  |
| 1989 | Premi Tony       | Millor Actor Protagonista de Musical    | Jason Alexander                | GUANYADOR  |
| 1989 | Premi Tony       | Millor Actor Protagonista de Musical    | Robert La Fosse                | nominat    |
| 1989 | Premi Tony       | Millor Actriu Protagonista de Musical   | Charlotte d'Amboise            | nominada   |
| 1989 | Premi Tony       | Millor Actor de Repartiment de Musical  | Scott Wise                     | GUANYADOR  |
| 1989 | Premi Tony       | Millor Actriu de Repartiment de Musical | Jane Lanier                    | nominada   |
| 1989 | Premi Tony       | Millor Actriu de Repartiment de Musical | Faith Prince                   | nominada   |
| 1989 | Premi Tony       | Millor Actriu de Repartiment de Musical | Debbie Shapiro                 | GUANYADORA |
| 1989 | Premi Tony       | Millor Il·luminació                     | Jennifer Tipton                | GUANYADOR  |
| 1989 | Premi Drama Desk | Musical Més Destacat                    | Musical Més Destacat           | GUANYADOR  |
| 1989 | Premi Drama Desk | Actor Més Destacat en un Musical        | Jason Alexander                | GUANYADOR  |
| 1989 | Premi Drama Desk | Actor Més Destacat en un Musical        | Scott Wise                     | nominat    |
| 1989 | Premi Drama Desk | Actriu Més Destacada en un Musical      | Faith Prince                   | nominada   |
| 1989 | Premi Drama Desk | Actriu Més Destacada en un Musical      | Debbie Shapiro                 | nominada   |
| 1989 | Premi Drama Desk | Il·luminació Més Destacada              | Jennifer Tipton                | GUANYADORA |
| 1990 | Premis Grammy    | Millor àlbum de teatre musical          | Millor àlbum de teatre musical | Guanyador  |